# Alphonse Alkan
Alphonse Alkan, född 1809 i Paris, död 1889 i Neuilly-sur-Seine, var en fransk boktryckare, bibliograf och författare.
Han var bror till Eugène Alcan även om stavningen inte är densamma. Han arbetade inom boktryckeriindustrin och skrev sedan typografiska och bibliografiska recensioner. Han blev sekreterare och korrekturläsare för Count de Clarac, skötare av ett museum i Louvren. Alkan var författare av många böcker, broschyrer och artiklar om konsten kring boktryckeri, illustration och bibliografi.